# ハインリヒ・クラフト
ハインリヒ・クラフト（ドイツ語: Heinrich Krafft、1914年8月13日 - 1942年12月14日）は、ドイツの軍人。最終階級は空軍大尉。

## 経歴
第二次世界大戦では総撃墜数78機を記録したエース・パイロットとして知られる。
1935年にドイツ国防軍陸軍へ入隊し、1936年には空軍へ志願した。第二次世界大戦では専ら第51戦闘航空団に所属し東部戦線に従軍していたが、1942年12月14日に戦死した。

## 叙勲
- パイロット章
- 空軍前線飛行章
- 戦傷章
- 鉄十字章
  - 二級鉄十字勲章1939年章
  - 一級鉄十字勲章1939年章
- ドイツ十字章
  - ドイツ十字章金章 (1942年1月25日)
- 騎士鉄十字章
  - 騎士鉄十字章 (1942年3月18日)[1]